# Тіджані Бабангіда
Тіджані Бабангіда (англ. Tijjani Babangida, нар. 25 вересня 1973, Кадуна) — колишній нігерійський футболіст, що грав на позиції флангового півзахисника.
Виступав, зокрема, за клуб «Аякс», а також національну збірну Нігерії. Чемпіон Нідерландів. Володар Кубка Туреччини. 
Молодші брати Тіджані — Аруна та Ібрагім — також професійні футболісти.

## Клубна кар'єра
Народився 25 вересня 1973 року в місті Кадуна. Вихованець футбольної школи клубу «Найджер Торнадос».
У дорослому футболі дебютував 1991 року виступами за команду клубу «ВВВ-Венло», в якій провів два сезони, взявши участь у 34 матчах чемпіонату. 
Протягом 1994—1996 років захищав кольори команди клубу «Рода».
Своєю грою за останню команду привернув увагу представників тренерського штабу клубу «Аякс», до складу якого приєднався 1997 року. Відіграв за команду з Амстердама наступні три сезони своєї ігрової кар'єри. Більшість часу, проведеного у складі «Аякса», був основним гравцем команди.
Згодом з 2000 по 2001 рік грав у складі команди «Генчлербірлігі», з яким разом став володарем Кубка Туреччини у 2001 році.
Після закінчення виступів у Туреччині Тіджані повернувся у Нідерланди, де продовжив свої виступи за футбольний клуб «Вітесс», у якому грав протягом сезону 2001—2002 років.
У 2002—2004 роках продовжив свою футбольну кар'єру в саудівському «Аль-Іттіхаді» та китайському «Тяньцзінь Теда».
Завершив професійну ігрову кар'єру в Китаї, у клубі «Чанчунь Ятай», за команду якого виступав протягом 2004—2005 років. Після закінчення виступів на професійному рівні Тіджані став футбольним агентом.

## Виступи за збірну
1994 року дебютував в офіційних матчах у складі національної збірної Нігерії. Протягом кар'єри у національній команді, яка тривала 9 років, провів у формі головної команди країни 36 матчів, забивши 5 голів.
У складі збірної був учасником чемпіонату світу 1998 року у Франції, Кубка африканських націй 2000 року у Гані та Нігерії, де разом з командою здобув «срібло», Кубка африканських націй 2002 року у Малі, на якому команда здобула бронзові нагороди.

## Титули і досягнення
- Чемпіон Нідерландів (1):

«Аякс» 1997–98
- Володар Кубка Нідерландів з футболу (1):

«Аякс» 1997–98
- Володар Кубка Туреччини (1):

«Генчлербірлігі»:  2000–01
- Олімпійський чемпіон: 1996
- Срібний призер Кубка африканських націй: 2000
- Бронзовий призер Кубка африканських націй: 2002

## Цікаві факти
- Російський репер Babangida[1] обрав прізвище футболіста своїм творчим псевдонімом.
- Тіджані Бабангіда згадується в пісні російського реп-виконавця Oxxxymiron'a під назвою «День физкультурника»[2][3].